# Kent Johansson (hockeista su ghiaccio)
Kent Johansson, detto Lill-Kenta (Katrineholm, 13 aprile 1956), è un allenatore di hockey su ghiaccio ed ex hockeista su ghiaccio svedese, allenatore dell'Örebro HK, squadra della Svenska Hockeyligan.

## Carriera

### Giocatore

#### Club
Johansson ha iniziato la sua carriera nel 1973 con Huddinge IK nella Division 1 del campionato svedese. Dal 1975, il club diventa uno dei top team della divisione e ogni anno partecipano al playoff per passare nell'Elitserien, per questo Johansson decide di restare e portare la squadra nella massima divisione rifiutando per molti anni le offerte di altri club. Nel 1982 lascia il neopromosso Hammarby IF in Elitserien ed a 26 anni firma con il Djurgårdens IF; con il quale vince il campionato svedese nella stagione 1982-83. Nel 1983 decide di provare un'esperienza all'estero e firma con la squadra svizzera dell'HC Lugano con il quale disputa sei stagioni, vincendo tre volte Nationalliga A (1986, 1987 e 1988). Nel 1989 decide di tornare in Svezia e firma con il Djurgården, nello stesso anno vince il suo secondo titolo di campione di Svezia. L'anno seguente decide di tornare al suo club d'origine, l'Huddinge, dove resta per gli ultimi 4 anni della sua carriera da giocatore. durante questo periodo disputa i playoff di promozione nella massima serie svedese; nel 1993 vanno vicino alla promozione nell'Elitserien.

#### Nazionale
Johansson ha partecipato con la Nazionale svedese a due Campionati del Mondo nel 1983 e nel 1985.

### Allenatore
Johansson ha iniziato la sua carriera di allenatore nel 1994 con la squadra dell'Huddinge IK; passando da giocatore ad allenatore della squadra. Tra il 1995 e il 2002 ha allenato Södertälje SK, HC Bolzano, IK Nyköpings Hockey NH90 e Djurgårdens IK. Dopo queste esperienze viene ingaggiato dalla squadra di Elitserien del Timrå IK Dove resta dal 2002 al 2007. Nella stagione 2007-08 firma con la HV71 deve resta fino al termine della stagione 2008-09. In questo periodo riesce a vincere il campionato svedese nella stagione 2007-08; riuscendo così a vincere il campionato sia da giocatore che da allenatore. All'inizio della stagione 2009-10 firma un contratto che lo lega alla Squadra svizzera dell'HC Lugano. Il contratto che lo lega al Lugano si interrompe però agli inizi di gennaio 2010 per mancanza di risultati e di gioco collettivo a detta della dirigenza bianconera.

## Statistiche

### Giocatore

#### Club
| Stagione  | Squadra    | Stagione regolare | Stagione regolare | Stagione regolare | Stagione regolare | Stagione regolare | Stagione regolare | Playoff | Playoff | Playoff | Playoff | Playoff |
| Stagione  | Squadra    | Lega              | P                 | G                 | A                 | Pt                | PIM               | P       | G       | A       | Pt      | PIM     |
| --------- | ---------- | ----------------- | ----------------- | ----------------- | ----------------- | ----------------- | ----------------- | ------- | ------- | ------- | ------- | ------- |
| 1975-1976 | Huddinge   | Division 1        | 22                | 14                | 23                | 37                | -                 |         |         |         |         |         |
| 1977-1978 | Huddinge   | Division 1        | 27                | 31                | 10                | 41                | 28                |         |         |         |         |         |
| 1978-1979 | Huddinge   | Division 1        | 35                | 39                | 26                | 65                | 25                |         |         |         |         |         |
| 1979-1980 | Huddinge   | Division 1        | 32                | 30                | 20                | 50                | 21                |         |         |         |         |         |
| 1980-1981 | Huddinge   | Division 1        | 18                | 10                | 11                | 21                | 14                |         |         |         |         |         |
| 1981-1982 | Huddinge   | Division 1        | 36                | 33                | 33                | 66                | 20                |         |         |         |         |         |
| 1982-1983 | Djurgården | Elitserien        | 36                | 20                | 17                | 37                | 18                | 8       | 1       | 3       | 4       | 6       |
| 1983-1984 | Lugano     | NLA               | 40                | 31                | 28                | 59                | -                 |         |         |         |         |         |
| 1984-1985 | Lugano     | NLA               | 38                | 57                | 25                | 82                | -                 |         |         |         |         |         |
| 1985-1986 | Lugano     | NLA               | 35                | 40                | 39                | 79                | 34                | 4       | 9       | 4       | 13      | 2       |
| 1986-1987 | Lugano     | NLA               | 35                | 33                | 45                | 78                | 37                | 6       | 7       | 5       | 12      | 0       |
| 1987-1988 | Lugano     | NLA               | 35                | 32                | 45                | 77                | 37                | 7       | 8       | 9       | 17      | 4       |
| 1988-1989 | Lugano     | NLA               | 30                | 26                | 33                | 59                | 18                | 10      | 7       | 9       | 16      | 4       |
| 1989-1990 | Djurgården | Elitserien        | 32                | 8                 | 14                | 22                | 10                | 8       | 6       | 6       | 12      | 0       |
| 1990-1991 | Huddinge   | Division 1        | 36                | 20                | 29                | 49                | 8                 |         |         |         |         |         |
| 1991-1992 | Huddinge   | Division 1        | 30                | 13                | 26                | 39                | 16                |         |         |         |         |         |
| 1992-1993 | Huddinge   | Division 1        | 35                | 19                | 25                | 44                | 12                |         |         |         |         |         |
| 1993-1994 | Huddinge   | Division 1        | 37                | 9                 | 15                | 24                | 14                |         |         |         |         |         |

#### Nazionale
| Stagione  | Livello   | Risultati    | Risultati | Risultati | Risultati | Risultati | Risultati |
| Stagione  | Livello   | Competizione | P         | G         | A         | Pt        | PIM       |
| --------- | --------- | ------------ | --------- | --------- | --------- | --------- | --------- |
| 1983      | Svezia    | WC           | 10        | 3         | 1         | 4         | 2         |
| 1985      | Svezia    | WC           | 10        | 2         | 1         | 3         | 4         |
| Totale WC | Totale WC | Totale WC    | 20        | 5         | 2         | 7         | 6         |

### Allenatore

#### Club
| Stagione  | Squadra    | Lega        | Ruolo         | Note                                              |
| --------- | ---------- | ----------- | ------------- | ------------------------------------------------- |
| 1994-1995 | Huddinge   | Division 1  | Head Coach    |                                                   |
| 1995-1996 | Södertälje | Division 1  | Head Coach    |                                                   |
| 1999-2000 | Nyköping   | Allsvenskan | Head Coach    |                                                   |
| 2000-2001 | Nyköping   | Allsvenskan | Head Coach    |                                                   |
| 2001-2002 | Djurgården | Elitserien  | Head Coach    |                                                   |
| 2002-2003 | Timrå      | Elitserien  | Head Coach    |                                                   |
| 2003-2004 | Timrå      | Elitserien  | Head Coach    |                                                   |
| 2004-2005 | Timrå      | Elitserien  | Head Coach    |                                                   |
| 2005-2006 | Timrå      | Elitserien  | Head Coach    |                                                   |
| 2006-2007 | Timrå      | Elitserien  | Head Coach    |                                                   |
| 2007-2008 | HV71       | Elitserien  | Head Coach    |                                                   |
| 2008-2009 | HV71       | Elitserien  | Head Coach    |                                                   |
| 2009-2010 | Lugano     | NLA         | Head Coach    | Rimpiazzato da Philippe Bozon a stagione in corso |
| 2010-2011 | Frölunda   | Elitserien  | Head Coach    |                                                   |
|           | Frölunda   | Elitserien  | GM/Head Coach | Rimpiazza Kent Norberg (GM) a stagione in corso   |

## Palmarès

### Giocatore

#### Club
- Campionato svedese: 2

 Djurgården: 1982-83, 1989-90
- Campionato svizzero: 3

 Lugano: 1985-86, 1986-87, 1987-88

#### Individuale
- Miglior marcatore dei playoff in Svizzera: 3

1985-86, 1987-88, 1988-89

### Allenatore

#### Club
- Campionato svedese: 1

 HV71: 2007-08

#### Individuale
- Allenatore dell'anno in Svezia: 1

2007-08